# Les Schtroumpfs autour du monde
Les Schtroumpfs autour du monde ou Les Schtroumpfs 2 est un jeu vidéo de plates-formes sorti en 1995 sur Game Boy et Master System[réf. nécessaire], puis en 1996 sur Game Gear, Mega Drive et Super Nintendo. Le jeu a été développé par Virtual Studio et édité par Infogrames. Il sort peu de temps après Les Schtroumpfs et est basé sur la bande-dessinée du même nom et sur la série animée.
La version pour Master System est aussi le dernier jeu commercialisé pour cette console en Europe.

## Système de jeu
Contrairement au jeu précédent, le joueur peut choisir quel personnage il souhaite incarner : la Schtroumpfette ou le Schtroumpf curieux (ainsi est-il nommé dans la notice du jeu et la jaquette). Néanmoins, ce choix n'a pas d'incidence sur les compétences du personnage ou les possibilités offertes durant le jeu.
Les Schtroumpfs autour du monde est sorti en deux versions différentes : une version 8 bits sur Game Boy, Master System et Game Gear et une version 16 bits sur Mega Drive et Super Nintendo. Bien que portant toutes deux le même nom, ces deux versions sont très différentes, de la musique aux défis à relever, en passant par les animations graphiques.
Le système de jeu est novateur pour la série : le joueur doit aider les deux Schtroumpfs jouables à retrouver des cristaux dissimulés dans les niveaux. Ils sont au nombre de 10 par niveau, à l'exception du premier niveau qui en comporte 9.
À noter que la pose du schtroumpf masculin, différente de celle du premier jeu, est visible dans l'introduction de ce dernier.
Un code de triche permet d'accéder à tous les niveaux du jeu: il faut faire, sur l'écran titre: R, A, L, B, haut, L. Détail amusant, si on comprend "haut" comme la lettre O, cela fait "ras l'bol".